# Conde B. McCullough
Conde Balcom McCullough, né à Redfield (Dakota du Sud) le 30 mai 1887 et mort subitement dans l'Oregon le 5 mai 1946, est un ingénieur civil américain spécialisé dans la construction de ponts.

## Biographie
Conde B. McCullough est né dans le Dakota su Sud en 1887. Sa famille s'est installée en 1891 où son père meurt en 1904 l'obligeant à travailler pour soutenir sa famille. Il est diplômé en génie civil par l'université d'État de l'Iowa en 1910.
Il a été employé pendant un an dans la Marsh Bridge Company à Des Moines (Iowa) puis il est revenu travailler dans la  Iowa State Highway Commission. McClullough s'installe en 1916 en Oregon où il est nommé professeur assistant en génie civil de l'Oregon Agricultural College. En 1919, il est placé à la tête de la Bridge Division of the Oregon Department of Transportation, le faisant le responsable de la conception des ponts nécessaires à la réalisation de la route 101 en Oregon.
McCullough défendait l'opinion que les ponts devaient être construits économiquement, efficacement et esthétiquement. Il a participé à la réalisation de 600 ponts.
En 1928, il est diplômé par le College of Law de l'université Willamette et rejoint le barreau la même année. Il reçoit un doctorat honoris causa de l'université d'État de l'Oregon.
Il se rend à San José (Costa Rica) en 1935 pour aider à la conception de ponts sur la Route panaméricaine. Il revient en Oregon en 1937 où il est nommé ingénieur des routes adjoint.
Il a publié en 1946 avec son fils, John Roddan McCullough, avocat, The Engineer at Law.

## Quelques ponts
| Nom du pont                                      | Photo | Localisation                 | Année d'achèvement | Longueur totale         | Type de transport       |
| ------------------------------------------------ | ----- | ---------------------------- | ------------------ | ----------------------- | ----------------------- |
| Old Youngs Bay Bridge                            |       | Astoria (Oregon)             | 1921               | 1,766.2 pieds (538.3 m) | U.S. Route 101          |
| Oregon City Bridge                               |       | Oregon City, Oregon          | 1922               | 745 pieds (227,1 m)     | Oregon Route 43         |
| Dry Canyon Creek Bridge                          | -     | près de Rowena (Oregon)      | 1922               | 101,1 pieds (30,8 m)    | U.S. Route 30           |
| Winchester Bridge                                | -     | Winchester (Oregon)          | 1923               | 884 pieds (269,4 m)     | Oregon Route 99         |
| Lewis and Clark River Bridge                     |       | Astoria (Oregon)             | 1924               | 828 pieds (252,4 m)     | U.S. Route 101          |
| Upper Perry Arch Bridge                          | -     | Perry (Oregon)               | 1924               | 134 pieds (40,8 m)      | Ancienne U.S. 30        |
| Ellsworth Street Bridge                          |       | Albany (Oregon)              | 1925               | 1 090 pieds (332,2 m)   | U.S. Route 20           |
| Rocky Creek Bridge (Oregon)                      | -     | Comté de Lincoln (Oregon)    | 1927               | 360 pieds               | U.S. Route 101          |
| Depoe Bay Bridge                                 |       | Depoe Bay (Oregon)           | 1927               | 312 pieds (95,1 m)      | U.S. Route 101          |
| Crooked River High Bridge                        |       | Comté de Jefferson (Oregon)  | 1926               | 464 pieds (141,4 m)     | U.S. Route 97           |
| Big Creek Bridge (Oregon)                        |       | Comté de Lane (Oregon)       | 1931               | 180 pieds               | U.S. Route 101          |
| Ten Mile Creek Bridge (Oregon)                   |       | près de Yachats (Oregon)     | 1931               | 180 pieds               | U.S. Route 101          |
| Wilson River Bridge                              |       | Comté de Tillamook (Oregon)  | 1931               | 180 pieds               | U.S. Route 101          |
| Rogue River Bridge (Caveman)                     | -     | Grants Pass (Oregon)         | 1931               | 550 pieds               | Redwood Highway         |
| Cape Creek Bridge                                |       | près de Heceta Head (Oregon) | 1932               | 619 pieds (188.6 m)     | U.S. Route 101          |
| Isaac Lee Patterson Bridge                       |       | Gold Beach (Oregon)          | 1932               | 1 898 pieds (578.5 m)   | U.S. Route 101          |
| John McLoughlin Bridge                           |       | Oregon City (Oregon)         | 1933               | 720 pieds (219,5 m)     | Oregon Route 99E        |
| Umpqua River Bridge                              |       | Reedsport (Oregon)           | 1936               | 2 206 pieds (672,4 m)   | U.S. Route 101          |
| Siuslaw River Bridge                             |       | Florence (Oregon)            | 1936               | 1 568 pieds (477,9 m)   | U.S. Route 101          |
| Alsea Bay Bridge                                 |       | Waldport (Oregon)            | 1936               | 3 028 pieds (922,9 m)   | U.S. Route 101          |
| Yaquina Bay Bridge                               |       | Newport (Oregon)             | 1936               | 3 223 pieds (982,4 m)   | U.S. Route 101          |
| Coos Bay Bridge Conde McCullough Memorial Bridge |       | North Bend (Oregon)          | 1936               | 5 305 pieds (1,617 km)  | U.S. Route 101          |
| Caveman Bridge                                   | -     | Grants Pass (Oregon)         | 1931               | (1,6 km)                | OR Highway 199 (Oregon) |

## Publications
- Highway Bridge Location, Oregon State Highway Commission, 1927
- Highway bridge surveys, Technical Bulletin no 55, United States Department of Agriculture, février 1928 (lire en ligne)
- avec Edward S. Thayer, Elastic arch bridges, John Wiley & Sons, 1931
- avec Albin Leroy Gemeny, Application of freyssinet method of concrete arch construction to the Rogue River bridge in Oregon: a cooperative research project, Oregon State highway commission, 1933
- Design of Waterway Areas for Bridges and Culverts, Oregon state highway commission, 1934
- avec H. G. Smith, Ray Webber, A Study of Expansion Joint Behavior in a Typical Western Oregon Pavement, Oregon State Highway Commission, 1940
- avec Glenn Stewart Paxson, Richard Rosecrans, The Experimental Verification of Theory for Suspension Bridge Analysis, Oregon State Highway Commission, 1942
- avec John Roddan McCullough, The engineer at law: resumé of modern engineering jurisprudence, State Printing Department, 1946

## Divers
En 1947 son nom a été donné au plus grand des ponts qu'il a construit le long de la côte de l'Oregon, le Coos Bay Bridge est devenu le Conde McCullough Memorial Bridge.